# Procesión de la Bandera
La Procesión de la Bandera es una ceremonia cívico militar realizada en la ciudad peruana de Tacna el día 28 de agosto de todos los años con la finalidad de conmemorar la fecha en que la provincia de Tacna se reincorporó al Perú luego del periodo de ocupación chilena bajo el que estuvo por cuarenta y nueve años (1880-1929) como consecuencia de la Guerra del Pacífico.
El hecho que dio origen a la tradición se produjo el 28 de julio de 1901 cuando, aún bajo administración chilena, una asociación civil tacneña obtuvo autorización del país ocupante para hacer bendecir en la iglesia San Ramón la bandera peruana y pasearla por las calles de Tacna con motivo de celebrarse la fiesta nacional del Perú. El evento finalmente fue autorizado, por las autoridades chilenas, bajo el compromiso de ser realizado bajo un silencio absoluto de los ciudadanos peruanos. El cumplimiento de dicho acuerdo permitió que se pudiera realizar a futuro y se transformara en un símbolo para los irredentistas. A partir de 1929, esta ceremonia se realiza todos los 28 de agosto por ser la fecha en que Chile traspasó el control efectivo de la provincia de Tacna a las autoridades peruanas, como consecuencia del Tratado de Lima de 1929.

## Historia
El diario "Morro de Arica" del 28 de julio de 1897, día de la Independencia del Perú, publicaba en Arica estamos en el décimo sexto año de cautiverio, sin ver flamear nuestro querido bicolor; libando día a día la copa del infortunio más cruel. Las fiestas patrias peruanas, organizada por la Sociedad Peruana de Beneficencia, se celebraron con desfiles, discursos y otros actos públicos hasta el día 30 de julio, contando con la presencia las autoridades chilenas.
Hasta 1899 se celebraban normalmente la Independencia del Perú el 28 de julio en Tacna y Arica.
En 1900, las negociaciones por el plebiscito empezaron a configurar el proceso de chilenización de Tacna y Arica cuyo habitantes expresaban su patriotismo peruano en cada ocasión posible. 
El gobernador, Manuel Montt, prohíbe las celebraciones de la Independencia del Perú el 28 de julio de 1900. El diario Morro de Arica publicaba: Hoy no celebraremos el aniversario de nuestra emancipación política con el esplendor de otros años, contentándonos con levantar un altar a la patria en lo más recóndito de nuestros corazones y en el silencio que se nos ha impuesto

### Primera procesión

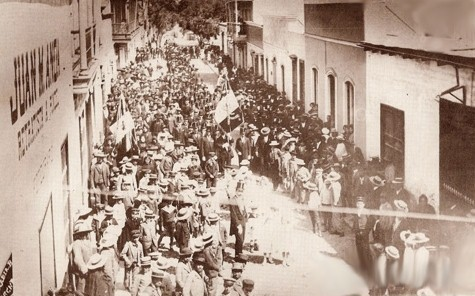
Procesión de la Bandera. 28 de julio de 1901.

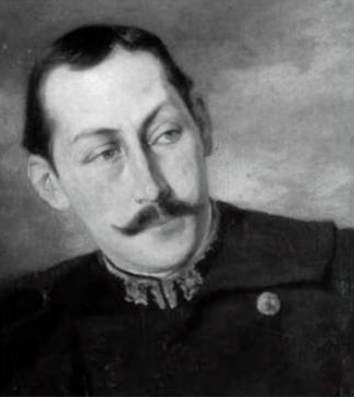
El general chileno Salvador Vergara Álvarez, responsable de autorizar la primera procesión como intendente interino de Tacna.

Con esta restricción, la "Sociedad de Auxilios Mutuos El Porvenir" de Tacna pide al intendente de Tacna, Salvador Vergara Álvarez, le brinde permiso para realizar una ceremonia de bendición de la nueva bandera de la institución.
La manifestación fue autorizada (tras haberla rechazado originalmente debido a la prohibición existente de exhibir los símbolos patrios peruanos) por el intendente interino chileno de la provincia de Tacna, el general Salvador Vergara Álvarez, con la condición que debía hacerse en silencio (algo que fue cumplido por los peruanos), "sin manifestación alguna de carácter patriótico" para no provocar choques entre los chilenos y peruanos causados por vivas a favor del Perú.
Con el permiso, el 28 de julio de 1901, se realiza. Al llegar la bandera fue llevada por calles poco concurridas de la ciudad para posteriormente ser fue bendecida en esa iglesia con una misa en la iglesia San Ramón a cargo del párroco Alejandro Manrique, quien bendice la bandera recitando la oración "La Cruz y la Bandera". Concluida la misa, los integrantes de la sociedad transportan en procesión la bandera desde el templo, continua por la calle Unanue, hasta su local en Alto Lima. La población peruana de Tacna y Arica la acompaña en silencio por las calles de Tacna. Finalmente en el local de la sociedad el poeta Federico Barreto declama un poema a la bandera. A partir de esa fecha esta sería la única celebración pública de las fiestas patrias peruanas en las provincias de Tacna y Arica. 
Tras ser llevada por  las calles céntricas de la ciudad, llegó al local de la Benemérita Sociedad de Artesanos y Auxilios Mutuos El Porvenir.

## La procesión

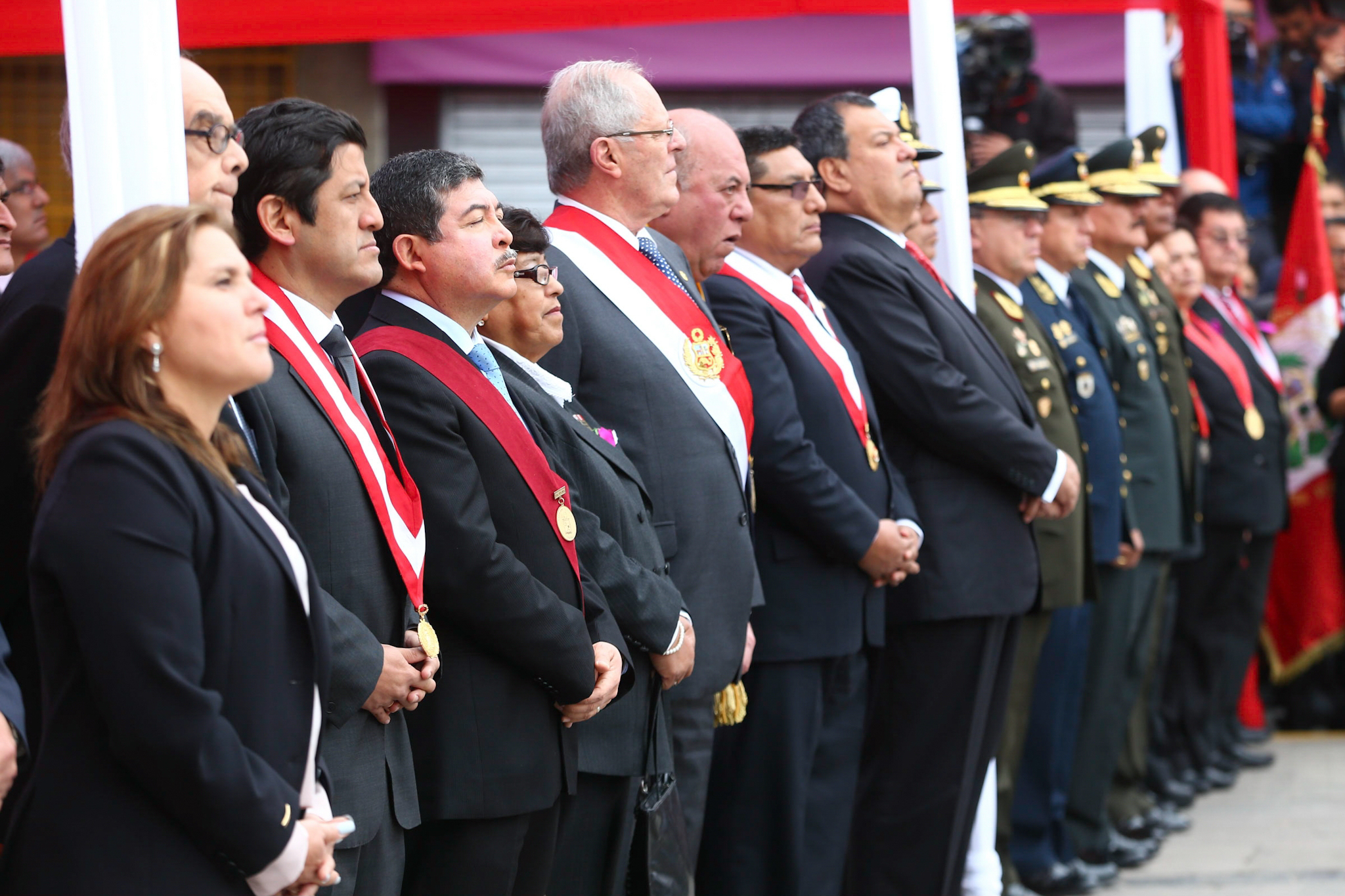
Presidente del Perú Pedro Pablo Kuczynski en ceremonia de Procesión de la Bandera (2017).

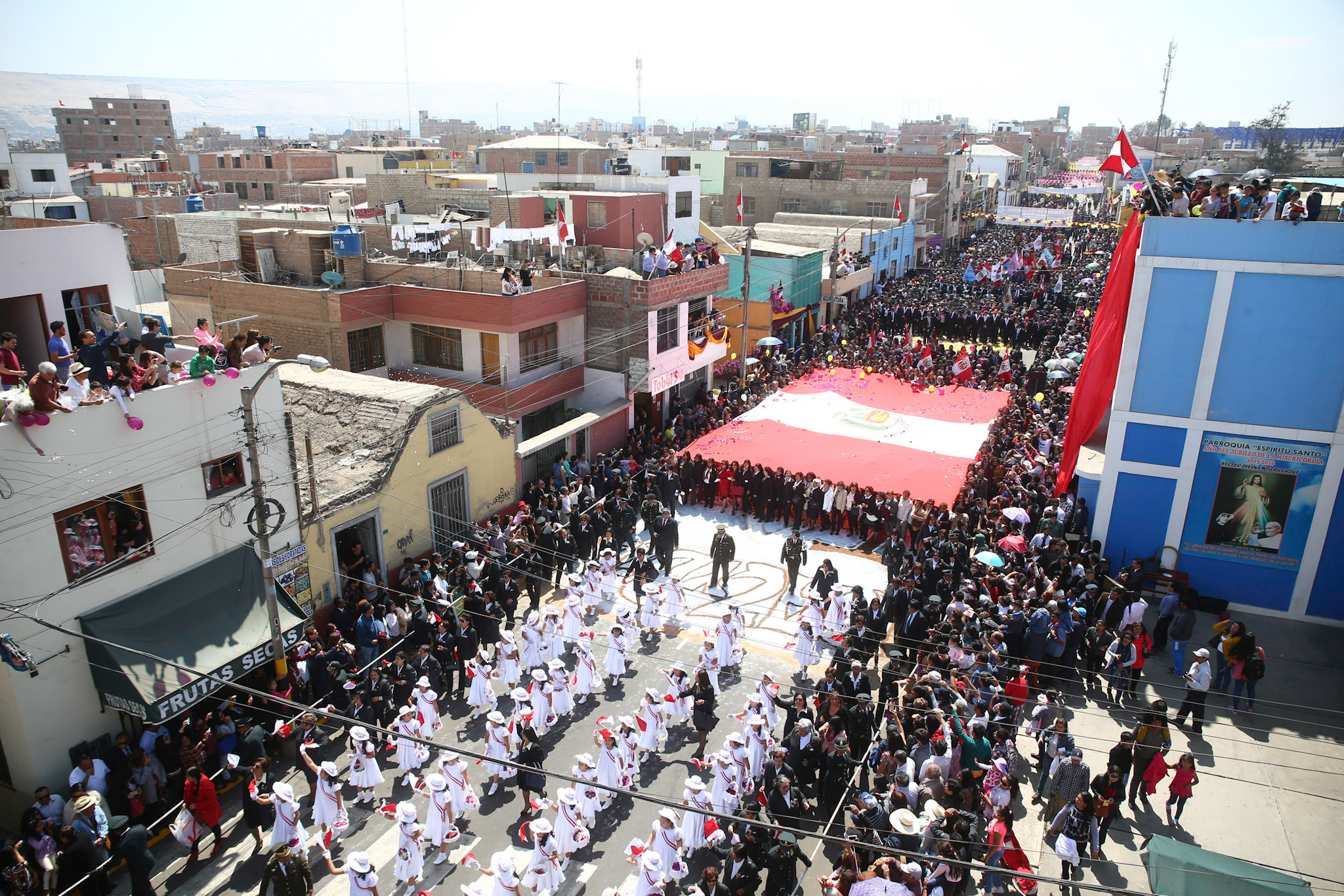
Desfile y procesión por las calles de Tacna (2017).

En 1884, las provincias de Tacna y Arica pasan a la administración de Chile de acuerdo a lo señalado en el Tratado de Ancón.
Por el Tratado de Lima de 1929 Tacna se reincorpora al Perú, desde el miércoles 28 de agosto de 1929. Así cada 28 de agosto se conmemora la ceremonia realizada el 28 de julio de 1901.
En la actualidad la procesión de la bandera es organizada por la "Benemérita Sociedad de Auxilios Mutuos de Señoras de Tacna", fundada en 1890 por Carolina Vargas y bajo la obra del párroco de Tacna José Andía como "Sociedad de Señoras de Auxilios Mutuos El Porvenir", representando a las damas de Tacna.
En la Plaza de la Mujer Tacneña (anteriormente Plaza 28 de Agosto) se inicia la ceremonia de la Procesión de la Bandera, con el discurso a cargo de la mujer tacneña. El discurso es precedido por el Himno Nacional del Perú y culmina con el Himno a Tacna. El recorrido se inicia en el barrio de Alto Lima, Urbanización Espíritu Santo, Plaza Zela, la calle San Martín y culmina en el paseo cívico de Tacna. La procesión es acompañada por la banda del ejército y bandas de colegios de la ciudad.
La procesión es precedida por explebiscitarios, como Santos Villanueva de 98 años presente en el 2007, y cincuenta niñas que conjuntamente con las damas tacneñas entonan la canción "Mi patria y mi bandera", "Tacneños, Somos Libres". Los vecinos de la calle Alto Lima construyen sobre la pista del barrio alfombras con flores.
Durante el recorrido es homenajeado por instituciones públicas, privadas, colegios. Los centros educativos de nivel inicial realizan su saludo en la Urbanización Espíritu Santo. El público espontáneamente también realiza sus poemas y canciones al paso de la bandera así como lanza buganvillas, flor típica de Tacna, desde balcones y techos. En ocasiones acuden a la ceremonia los Presidentes de la República del Perú.
Al llegar a la paseo cívico, se iza en el asta central al compás de la Marcha de banderas y es rodeada por cincuenta banderas izadas por jóvenes de Tacna.
Posteriormente se realiza el encendido de la lámpara votiva a cargo de las damas de Tacna. Luego se entonan las notas del Himno Nacional del Perú y el Himno a Tacna. A continuación el Ejército del Perú tiene a su cargo el juramento de la bandera, repitiendo la respuesta del Coronel Francisco Bolgnesi en Arica el 7 de junio de 1880.
Seguidamente se realiza el desfile cívico militar. Entre los que desfilan se encuentran la Sociedad de Artesanos de Tacna, institución que participó en la Batalla de Arica, la Sociedad de Señoras de Auxilios Mutuos de Tacna, la responsable de la ceremonia, la Asociación de Explebiscitarios de Tacna y Arica, que iban a participar en el plebiscito en 1926 y que actualmente está integrada por sus descendientes.
La ceremonia continúa en el Teatro Municipal con la recepción del gobierno de la ciudad a los invitados de otras regiones del Perú. Además se realiza la entrega de la medalla de la ciudad a vecinos notables de Tacna, nombrándolos Hijos Predilectos o Ciudadanos Distinguidos. En la Casa Jurídica, se realiza la representación de la entrega de Tacna, según lo sucedido en 1929.
A las 2 de la tarde, hora de la entrega de Tacna al Perú, se realiza el encendido de la sirenas de bomberos y repique de las campanas en las parroquias de Tacna indicando la hora de la firma del "Acta de entrega de Tacna".
El 26 de agosto de 2009, el Instituto Nacional de Cultura emite la Resolución Directoral Nacional 1191/INC donde Declaran Patrimonio Cultural de la Nación a la Procesión de la Bandera celebrada en la ciudad de Tacna. por su contenido histórico y expresión cultural que afirma la nacionalidad peruana.
Esta ceremonia ha sido incorporada en la mayoría de celebraciones patrióticas peruanas con el nombre de "Paseo de la Bandera".